# Cesar Lüthi
Pour les articles homonymes, voir Lüthi.
Cesar W. Lüthi, né le 6 septembre 1930 à Wohlen et mort le 18 juillet 2002 à Ermatingen, est un homme de publicité suisse. Il est notamment connu pour avoir été propriétaire des droits télévisés des championnats du monde de hockey sur glace. En 1998, il est intronisé au Temple de la renommée de l'IIHF.